# 坎朱鲁汉体育场
坎朱鲁汉体育场是印度尼西亚东爪哇省玛琅县的一个多功能体育场，目前主要举办足球赛事。体育场可容纳42,449人，为印甲球队阿雷马的主场。它也被印乙的佩尔塞卡姆大都会足球俱乐部使用。

## 历史
体育场建于1997年，建筑成本估计为350亿印尼盾。2004年6月9日，时任总统梅加瓦蒂·苏加诺普特里宣布体育场竣工。2004年印甲联赛中部的阿雷马和PSS 斯莱曼之间的一场试训宣布了这座玛琅摄政政府拥有的体育场正式投运。坎朱鲁汉体育场的第一场比赛以阿雷马以1-0的胜利告终。

## 装修
2010年，为了迎接亚冠联赛，该体育馆改造了照明系统。

## 事故
2022年10月1日，阿雷马足球俱乐部球迷闯入球场后发生踩踏事件，造成125名阿雷马足球俱乐部球迷和2名警察死亡。

## 图集

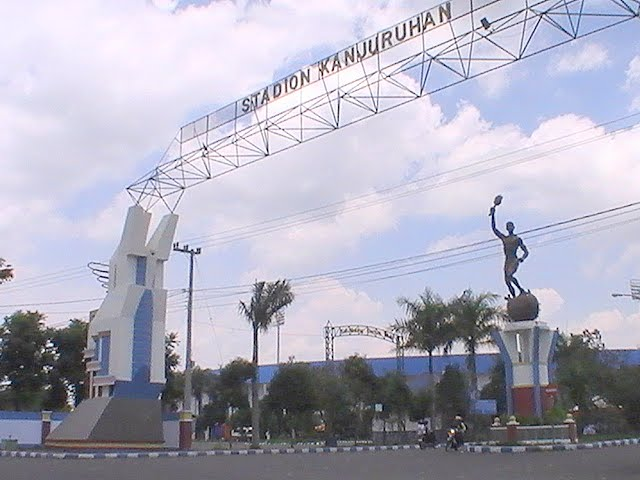
体育场的入口。
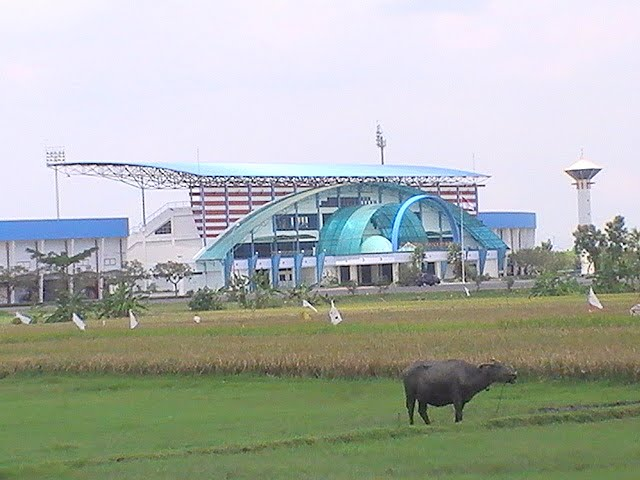
从稻田看体育场。
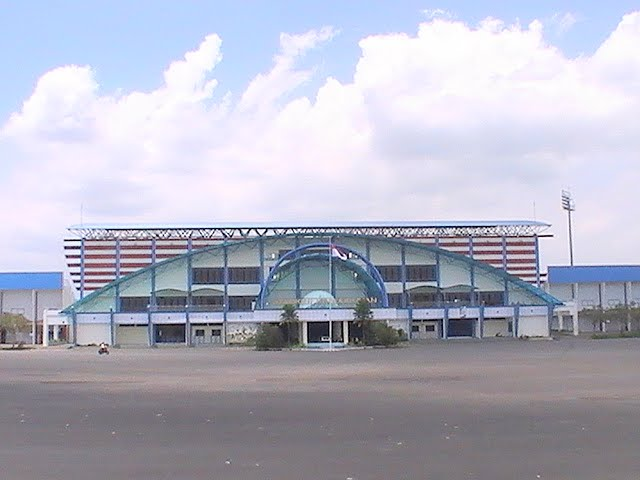
体育场外观
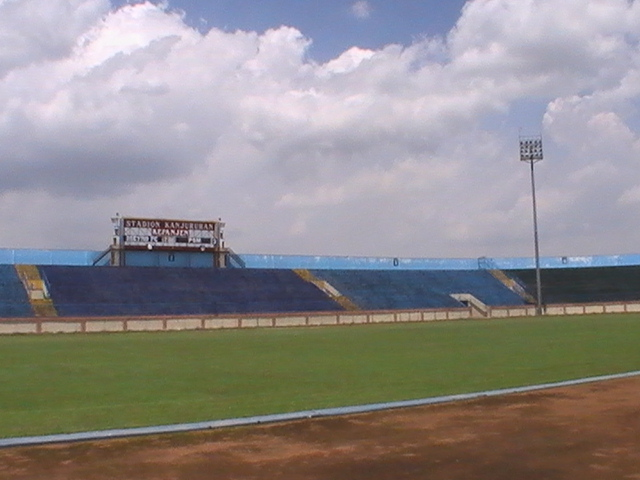
体育场足球场。

8°9′0.9″S 112°34′26.4″E / 8.150250°S 112.574000°E